# Resurrection Macabre
Resurrection Macabre es el quinto álbum de estudio de la banda holandesa de death metal, Pestilence, que fue lanzado el 16 de marzo de 2009. Es el primer álbum de la banda tras su separación en 16 años. El disco incluye tres bonus tracks de las viejas canciones más conocidas que fueron regrabadas.

## Historia
Pestilence se separó en 1994 y hasta 2008 volvía a estar activa. En enero de 2008 el cantante, Patrick Mameli reveló que la banda volvería a tocar. En octubre de 2008, Mameli dijo que la banda estaba trabajando junto con Mascot Records, y que grabarían su nuevo álbum en un estudio de Dinamarca. También dijo que resurrection Macabre saldría a la venta posiblemente en marzo de 2009.

## Lista de canciones
Toda la música y letras por Patrick Mameli
1. "Devouring Frenzy" – 2:54
2. "Horror Detox" – 3:20
3. "Fiend" – 3:29
4. "Hate Suicide" – 4:18
5. "Synthetic Grotesque" – 3:57
6. "Neuro Dissonance" – 3:28
7. "Dehydrated II" – 3:47
8. "Resurrection Macabre" – 3:47
9. "Hangman" – 2:52
10. "Y2H" – 3:39
11. "In Sickness and Death" – 5:00

## Pistas adicionales
1. "Chemo Therapy" – 4:59
2. "Out of the Body" – 4:31
3. "Lost Souls" – 4:32

## Créditos
- Patrick Mameli – guitarras y voces
- Tony Choy – bajo
- Peter Wildoer – batería
- Patrick Uterwijk – guitarra